# Селифонов, Иван Иванович
Ива́н Ива́нович Селифо́нов (23 декабря 1922, Берёзовка — 7 марта 2019, Киев) — во время Великой Отечественной войны — гвардии старший лейтенант, командир звена 106-го гвардейского Висленского орденов Кутузова и Александра Невского истребительного авиационного полка (11-я гвардейская Днепропетровская Краснознамённая ордена Богдана Хмельницкого истребительная авиационная дивизия, 2-й гвардейский штурмовой авиационный корпус, 2-я Воздушная армия, 1-й Украинский фронт). Герой Советского Союза (1945). Полковник (СССР). Генерал-майор Украины (2008).

## Биография
Родился в селе Берёзовка Огорской волости Жиздринского уезда (ныне Жиздринский район Калужской области) 23 декабря 1922 года.
После окончания 7 классов Кореневской средней школы уехал в город Бежица Брянской области, где занимался в аэроклубе.
Призван в Красную Армию в 1941 году. Окончил Сталинградскую военную авиационную школу пилотов и был направлен в 8-й запасной авиационный полк. В декабре 1942 года поступил на службу лётчиком в 814-й истребительный авиационный полк (207-й истребительной авиационной дивизии, 3-го смешанного авиационного корпуса, 17-й воздушной армии, Юго-Западного фронта). И. Селифонов совершил много боевых подвигов. Среди них:
- 12 февраля 1943 года подбил самолёт ФВ-189, который летел в районе города Славянск (Донецкая область);
- 3 апреля 1943 подбил самолёт До-215, который летел в районе южнее Каменка (Изюмский район Харьковской области);
- 17 июля 1943 года подбил самолёт Ю-87, который летел в районе села Великая Камышеваха (Барвенковский район Харьковской области);
- 18 июля 1943 года подбил немецкий самолёт Ме-109, который летел южнее села Великая Камышеваха;
- 30 ноября 1943 года подбил немецкий самолёт Ю-87, который летел у посёлка Любимовка (Запорожская область);
- 18 июля 1944 года подбил самолёт Ме-109, который летел в районе Лубов.

К 9 мая 1945 года командир звена 106-го гвардейского истребительного авиационного полка гвардии старший лейтенант И. И. Селифонов совершил 357 боевых вылетов (в том числе 175 на разведку), провёл 32 воздушных боя, лично сбил 8 самолётов противника.
Участвовал в Параде Победы 1945 года.
С 1974 года в запасе, проживал в Киеве.
Указом Президента Украины от 5 мая 2008 года ему было присвоено воинское звание генерал-майора Вооружённых Сил Украины.
Скончался 7 марта 2019 года. Похоронен в колумбарии на Берковецкого кладбища.